# Campi Flegrei del Mar di Sicilia
Con Campi Flegrei del Mar di Sicilia (noti anche come Campi Flegrei Mar Sicilia o Campi Flegrei Canale di Sicilia) si intende una regione vulcanica sottomarina situata nel canale di Sicilia, tra la costa italiana e quella tunisina, comprendente tredici vulcani sottomarini.
Empedocle, il maggiore di questi vulcani, diede origine a più riprese, nel 1701, 1831 e 1863, all'isola Ferdinandea.

## Geografia
I Campi Flegrei del Mar di Sicilia si trovano al centro del Mar Mediterraneo, nel Canale di Sicilia, a stretto contatto con le coste di Sicilia e Tunisia. Sono compresi tra la Sicilia da cui distano 20 miglia nautiche in direzione nord-est e l'isola italiana di Pantelleria in direzione sudovest sud ovest e quindi sono inclusi nelle acque territoriali italiane.
Questa regione vulcanica include una depressione a 1000 metri composta da tredici vulcani, tra cui il più famoso, l'Empedocle, è emerso per l'ultima volta nel 1863, dando vita per un breve periodo all'isola Ferdinandea. Dalla fine dell'eruzione, l'isola è stata erosa e si trova ora otto metri sotto il livello del mare; tale posizione la rende il punto più alto dei Campi Flegrei della Sicilia.
Gli altri vulcani che compongono i Campi Flegrei del Mar di Sicilia sono i seguenti dodici:
- Anfitrite;
- Cimotoe;
- Empedocle, la cui sommità emersa venne chiamata "Ferdinandea";
- Galatea;
- Madrepore;
- Banco Nerita;
- Banco di Pantelleria;
- Pinne;
- Banco Smyt I;
- Banco Smyt II;
- Banco terribile;
- Tetide.

Tutte le eruzioni dei Campi Flegrei del Mar di Sicilia sono avvenute sott'acqua, con l'eccezione di alcune di quelle di Empedocle: quelle del 1701 del 1831 e del 1863 sono state visibili sopra la superficie del mare.

## Storia
La prima eruzione documentata dei Campi Flegrei del Mar di Sicilia risale alla prima guerra punica verso il 253 a.C. quando i vulcani Empedocle e Pinne diventano attivi.
È solo nel 1632 che una seconda eruzione fu riconosciuta come attività subacquea attribuita ad Empedocle. Dopo un'attività discutibile nel 1701, un'altra eruzione di questo vulcano, avvenuta dal 28 giugno all'11 agosto 1831, diede vita all'isola Ferdinandea. Sull'indice di esplosività vulcanica di 3, l'eruzione ha emesso 550 milioni di metri cubi di tephra. Rapidamente erosa, l'isola tornerà ad emergere temporaneamente durante un'altra eruzione, quella di Empedocle, il 12 agosto 1863. Pinne scoppia il 4 e 5 ottobre 1846, nel 1867 e, forse, il 30 settembre 1911.